# Distretto di Ghala Nefhi
Il distretto di Ghala Nefhi è  un distretto dell'Eritrea nella Regione centrale eritrea (Maekel).